# Mas del Sepulcre
El Mas del Sepulcre és una masia situada al veïnat de les Olives del municipi de Peralada (Alt Empordà). És un edifici construït sobre les dependències d'un priorat de l'Orde del Sant Sepulcre de Jerusalem. Forma part de l'Inventari del Patrimoni Arquitectònic de Catalunya.

## Descripció
L'antiga església del Sant Sepulcre és un temple d'una nau amb absis semicircular. El seu interior està dividit en planta i dos pisos. La part baixa serveix d'estable; el primer pis d'habitatge i la part superior de graner i terrabastall. En aquesta església hi observem dos tipus de construcció clarament diferenciats. L'absis i la part oriental de la nau pertanyen al romànic avançat. El seu aparell és de carreus ben escairats, que s'afileren a la perfecció. La volta del sector oriental de la nau és apuntada i seguida; conserva empremtes de l'encanyissat. L'arc triomfal és de punt rodó i la volta absidal és de quart d'esfera.
Al mur meridional de la nau hi ha una portalada de dos arcs de mig punt en degradació, llinda i timpà. En aquest mur i al centre de l'absis s'hi poden veure dues finestres de doble esqueixada i arcs de mig punt. A l'interior, a la part baixa de l'absis, hi ha un arc cec, de mig punt, quelcom desplaçat cap al sud respecte l'eix de l'edifici. L'extrem occidental de la nau, en uns sis metres de llargada té l'aparell cobert d'arrebossat, el qual sembla que és de pedruscall. El frontis, també amagat per parets tardanes, és d'observació difícil. Posseeix una porta d'un sol arc de mig punt adovellat. Aquest sector occidental de la nau que no és construït amb carreuada és cobert amb un tram d'embigat de fusta sostingut per un arc diafragma apuntat. En els esglaons d'accés a la porta del llenç de migdia hi ha un carreu que posseeix un relleu amb una creu grega inscrita amb un cercle.
Aquesta església presenta dues parts diferenciades, de diferent cronologia. El sector oriental de la nau, amb el seu absis semicircular, correspon a la construcció primitiva (segles XII-XIII), amb aparell de carreuada, volta apuntada, obertures d'arcs de mig punt, absis semicircular. El fragment de l'extrem oriental de la nau, cobert amb embigat de fusta, sobre un arc diafragma, ha de correspondre a una reforma d'època posterior, possiblement d'època gòtica.

## Història
Durant el segle xiii hi va residir una comunitat mixta, que depenia del priorat de Santa Anna de Barcelona, fins que l'any 1435, la comunitat barcelonina va vendre les propietats al covent dels Carmelites de Peralada, que va mantenir el culte al Sant Sepulcre fins a l'exclaustració, moment en què l'església de Sant Martí en va prendre el relleu.